# نيكون دي 3 اس
نيكون دي 3 اس (بالإنجليزية: Nikon D3S)‏ كاميرا احترافية من إنتاج شركة نيكون 12.1 ميجا بيكسل وقد طرحت في السوق في أوكتوبر 2010م.